# Manuel Garrido y Centeno
Manuel Garrido y Centeno (f. 1917) fue un dramaturgo y periodista español.

## Biografía
Redactor del Heraldo y La Tribuna, estrenó obras de teatro como La Estatua de don Tancredo (con Ramón Reyes, 1905), Y decías que me amabas (diálogo, 1910), El último juguete (1914), Amor y Gloria (1914) Arriba, caballo moro (entremés, 1915), El Sastre del Campillo (sainete, 1915), La buena estrella (1916) y El gitanillo (zarzuela). Falleció en 1917, el día 12 de octubre, en Madrid.